# Phú Thượng (xã)
Phú Thượng là một xã thuộc huyện Võ Nhai, tỉnh Thái Nguyên, Việt Nam.

## Địa lý
Xã Phú Thượng nằm ở phía đông huyện Võ Nhai, có vị trí địa lý:
- Phía đông giáp tỉnh Lạng Sơn
- Phía tây giáp thị trấn Đình Cả và các xã Lâu Thượng, Vũ Chấn
- Phía nam giáp xã Phương Giao và xã Tràng Xá
- Phía bắc giáp tỉnh Lạng Sơn và xã Nghinh Tường.

Xã Phú Thượng có diện tích 45,45 km², dân số năm 1999 là 5.744 người, mật độ dân số đạt 126 người/km².

## Lịch sử
Sau năm 1975, Phú Thượng là một xã thuộc huyện Võ Nhai.
Ngày 25 tháng 10 năm 1990, thành lập thị trấn Đình Cả trên cơ sở một phần diện tích và dân số của xã Phú Thượng.
Đến năm 2019, xã Phú Thượng được chia thành 11 xóm: Mỏ Gà, Phượng Hoàng, Đồng Mó, Nà Pheo, Na Phài, Nà Kháo, Suối Cạn, Cao Lầm, Làng Phật, Ba Nhất, Cao Biền.
Ngày 11 tháng 12 năm 2019, sáp nhập hai xóm Đồng Mó và Nà Pheo thành xóm Đồng Mới.

## Hành chính
Xã Phú Thượng được chia thành 10 xóm: Ba Nhất, Cao Biền, Cao Lầm, Đồng Mới,  Làng Phật, Mỏ Gà, Na Phài, Nà Kháo, Phượng Hoàng, Suối Cạn.